# Такигахира, Юя
Ю́я Такигахи́ра (; род. 21 июня 1994) — японский кёрлингист.
В составе мужской сборной Японии участник зимней Универсиады 2015.
Играет на позиции третьего.

## Команды
| Сезон   | Четвёртый      | Третий        | Второй         | Первый          | Запасной                          | Турниры             |
| ------- | -------------- | ------------- | -------------- | --------------- | --------------------------------- | ------------------- |
| 2013—14 | Ясумаса Танида | Юя Такигахира | Синго Усуи     | Кадзуки Ёсикава | Ryuji Shibaya тренер: Kenji Ogawa | ТАЧЮ 2014 (4 место) |
| 2014—15 | Ясумаса Танида | Юя Такигахира | Синго Усуи     | Кадзуки Ёсикава | Косукэ Хирата тренер: Kenji Ogawa | ЗУ 2015 (7 место)   |
| 2015—16 | Ясумаса Танида | Юя Такигахира | Синго Усуи     | Кадзуки Ёсикава | Tatsuki Sasaki                    |                     |
| 2016—17 | Юя Такигахира  | Синго Усуи    | Tatsuki Sasaki | Кадзуки Ёсикава |                                   |                     |
| 2017    | Синго Усуи     | Юя Такигахира | Tatsuki Sasaki | Кадзуки Ёсикава | Ryota Meguro                      | ЧЯМ 2017 (5 место)  |

(скипы выделены полужирным шрифтом)